# 게오르크 빌헬름 슈텔러
게오르크 빌헬름 슈텔러(Georg Wilhelm Steller, 1709년 3월 10일~1746년 11월 14일)는 독일의 식물학자, 동물학자, 의사, 탐험가이다.
비투스 베링의 캄차카 반도 및 코만도르스키 제도 탐험에 동행했으며, 북태평양 지역의 다양한 동식물을 탐사하고 기록하여 지역의 생물 다양성에 대한 과학적 지식을 확장시켰다.

## 발견과 명명
슈텔러는 여러 동식물을 처음으로 기술하고 명명하였다. 동물의 이름이나 학명으로 슈텔러의 이름을 따라 이름붙여진 경우가 많다.
- 쇠솜털오리 (Polysticta stelleri)
- 스텔러여치 (Cyanocitta stelleri)
- 스텔러바다소 (Hydrodamalis gigas)
- 큰바다사자 (스텔러바다사자, Eumetopias jubatus)
- 말군부 (Cryptochiton stelleri)
- 흰쑥 (Artemisia stelleriana)
- 피뿌리풀속(Stellera)